# BuzzMobile
 (mars 2024).
BuzzMobile, anciennement Mobisud France était un opérateur de réseau mobile virtuel français spécialisé dans les communications à destination de l'international, notamment le Maghreb. L'opérateur exploitait l'infrastructure du réseau SFR, second opérateur mobile français.

## Histoire
À la naissance de Mobisud en décembre 2006, SFR détenait 16 % des parts du MVNO, Maroc Télécom en détenait 66 % et le groupe Saham 17 %.
SFR a racheté les parts de Maroc Télécom dans Mobisud en 2009.
Mobisud a fermé le 12 juin 2012, il a été remplacé par BuzzMobile. Son fonctionnement a continué jusqu'à fin septembre 2012 pour permettre la migration vers le nouvel opérateur.
BuzzMobile cesse ses activités le 31 mars 2015, arrêtant à cette même date le fonctionnement des cartes SIM de ses clients, qui sont invités par ailleurs à commander une nouvelle carte SIM sur le site de SFR pour continuer à bénéficier après cette date d'un service de téléphonie mobile.